# Popowce (Czeczewo)
Popowce – część wsi kaszubskiej Czeczewo w Polsce, położona w województwie pomorskim, w powiecie kartuskim, w gminie Przodkowo, na obszarze Pojezierza Kaszubskiego.
W latach 1975–1998 Popowce administracyjnie należały do województwa gdańskiego.